# Kinematografia węgierska
Kinematografia węgierska – ogół produkcji i dystrybucji filmowej na terenie Węgier, rozumianych następująco: w latach 1895–1918 – jako część węgierska Austro-Węgier; w latach 1918–1919 i w latach 1946–1989 – jako terytorium Węgierskiej Republiki Ludowej; w latach 1920–1946 – jako terytorium Królestwa Węgier; od 1989 roku – jako republika w obecnych granicach.
Głównymi dystrybutorami filmów na Węgrzech są m.in.: Intercom (18%), Forum Hungary (12%) i Cirko Gejzír (10%) (stan na listopad 2013).

## Węgierskie kino nieme (1896–1929)

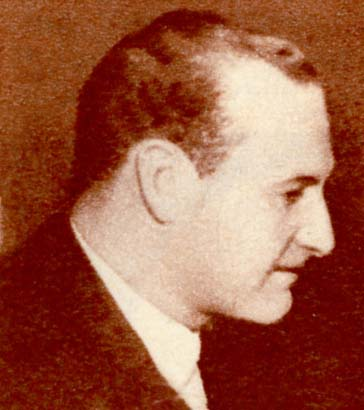
Mihály Kertész, znany później jako Michael Curtiz (1933)

Pierwszy publiczny pokaz kinematografu odbył się w pracowni Károly’a Somossya 29 kwietnia 1896 roku. Od tego momentu datuje się również przyrost kinokawiarni na Węgrzech, jako że właściciele kawiarni widzieli w nowym wynalazku szansę na przyciągnięcie większej klienteli. Stopniowo jednak dystrybucja filmów zagranicznych przenosiła się do kin. Pierwszy film wyprodukowany na Węgrzech, edukacyjny Taniec (1901), nakręcił Béla Zsitkovszky. Dopiero jednak w 1912 roku powstało pierwsze studio ukierunkowane na produkcję filmów węgierskich, Hunnia Studio, którego założycielem był Miklós Faludi. Istnym fenomenem w skali regionu był bujny rozwój węgierskiej kinematografii; do 1919 roku założone zostały 32 studia filmowe, których produkcja obejmowała głównie filmy dokumentalne. 14 października 1912 roku swoją premierę miał pierwszy węgierski film fabularny, Dziś i jutro, prawdopodobnie wyreżyserowany przez późniejszego emigranta, Mihálya Kertésza. Bujnie rozwijała się także kultura filmowa; w 1912 roku pierwszy periodyk o kinie „Pesti Mozi” założył Sándor Korda. Kertész i Korda tworzyli trzon węgierskiego kina, zajmując się reżyserią i produkcją filmową, w której rozwoju nie przeszkodziła I wojna światowa. Gwałtowny rozpad węgierskiego terytorium w wyniku upadku monarchii austro-węgierskiej w 1918 roku spowodował jednak, że kinematografia Węgier uległa załamaniu. Biały terror zaprowadzony przez wojskową dyktaturę Miklósa Horthyego zmusił wielu filmowców o bardziej liberalnych poglądach (wśród nich Kertésza i Kordę) do opuszczenia Węgier na stałe. Coraz mniej opłacalna stała się produkcja rodzimych filmów, a seanse kinowe zostały zdominowane przez filmy z importu. W obliczu mizernej produkcji węgierskich filmów władze powołały do istnienia Fundację Przemysłu Filmowego, która wspomagała krajową produkcję dzięki opłatom pobieranym od dystrybucji filmów zagranicznych.

## Węgierskie kino klasyczne (1930–1960)

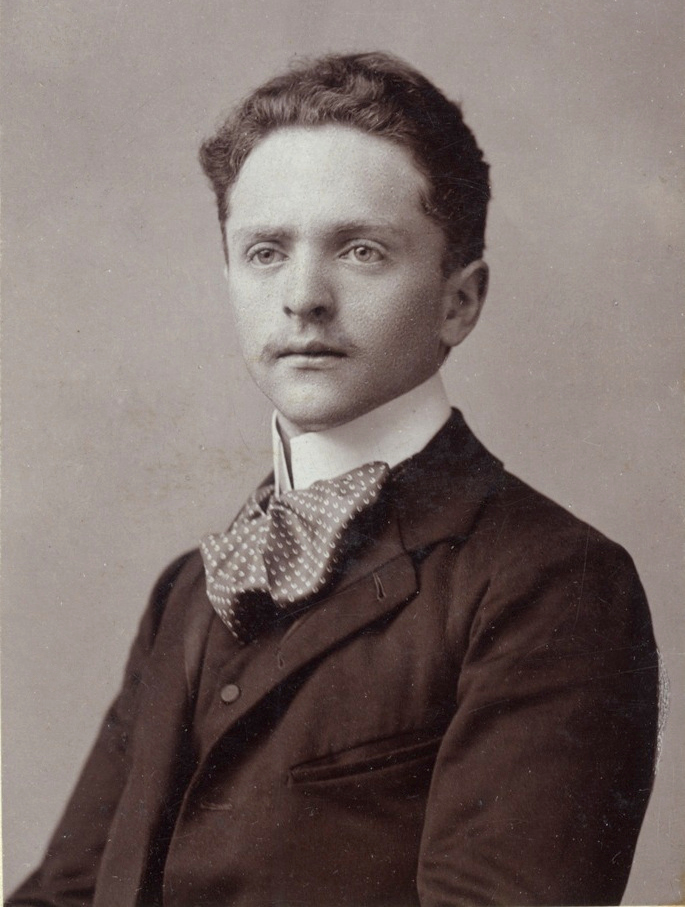
Béla Balázs, pionier węgierskiej kultury filmowej

Już w 1931 roku pojawiły się pierwsze efekty reformy kinematografii. Z entuzjastycznym odbiorem spotkały się pierwsze dźwiękowe filmy po węgiersku: Niebieski idol Lajosa Lázára i Kamerdyner Hipolit Istvána Székely’ego. Szczególnie Kamerdyner Hipolit, komedia o przedstawicielach klasy średniej udających arystokratów, doczekała się z czasem kilku remake’ów i uchodziła za wzór dla późniejszych filmów komercyjnych. W latach 30. XX wieku produkcję filmową na Węgrzech zdominowały komedie i melodramaty, przy czym znaczną część z nich wyreżyserował Béla Gaál (między innymi Samochód z bajki, 1934). Poważna tematyka była poruszana jedynie sporadycznie. Kwestia utraconych ziem pojawiła się w filmie Istvána György’ego Uczniowie z Igló (1934), a krytyka stosunków społecznych – w Wiosennej ulewie (1932) Pála Fejósa. 
Jednakże w obliczu coraz bliższych kontaktów Węgier z III Rzeszą, na skutek nacjonalistycznych nastrojów, w 1938 roku uchwalono ustawy antysemickie, które zmusiły do emigracji filmowców pochodzenia żydowskiego, w tym Székely’ego i Gaála (zamordowanego przez nazistów w 1944 roku). W trakcie II wojny światowej, podczas której Węgry stanęły po stronie Osi, systematycznie ograniczano import filmów z krajów zachodnich, a na znaczeniu zyskała produkcja rodzimych filmów. Były wśród nich produkcje jawnie profaszystowskie Viktora Bánkya: Dr István Kovács (1941) i Zmiana warty (1942). Stopniowo jednak, w momencie pogarszających się nastrojów wojennych, coraz większą popularność przeżywały dramaty sentymentalne. Spośród nich najważniejsze okazało się dzieło Ludzie z gór (1942) Istvána Szótsa, które miało wywrzeć istotny wpływ na późniejszą poetykę włoskiego neorealizmu.
Kinematografia węgierska w wyniku II wojny światowej uległa olbrzymim zniszczeniom i musiała zostać odbudowana na nowo. Jeszcze w 1945 Szóts opublikował Pamflet na węgierską sztukę filmową, w którym krytykował dotychczasowy stan kina Węgier, a jeden z najważniejszych węgierskich filmoznawców Béla Balázs podjął energiczne działania na rzecz budowy nowej kultury filmowej. Jednak w 1948 roku kinematografia węgierska została odgórnie upaństwowiona w atmosferze terroru. Nieliczne były przykłady filmów ambitnych artystycznie i wolnych od propagandy; do nich należą neorealistyczny Gdzieś w Europie (1947) Gézy von Radványego, zakazana przez cenzurę Pieśń zbożowych pól (1947) Szótsa o jeńcach wojennych przebywających w ZSRR i Piędź ziemi (1948) Frigyesa Bána o fatalnej sytuacji zacofanej węgierskiej wsi z czasów międzywojennych. Wprowadzona w 1948 roku doktryna socrealizmu, oparta na amatorskim warsztacie filmowym, nie trwała długo. Już w 1954 roku Zoltán Fábri nakręcił realistyczny dramat o górnikach tkwiących w zalanej kopalni, Znaki życia; na fali odprężenia politycznego Félix Máriássy zrealizował również film Wiosna budapesztańska (1955) o kwestii żydowskiej w trakcie II wojny światowej, niezgodny z oficjalną wykładnią radziecką. Jednakże zaraz po wielkim sukcesie artystycznym Karuzeli miłości (1955) Fábriego wojska radzieckie stłumiły powstanie węgierskie w 1956 roku, gwałtownie przerywając okres reform w państwie i kładąc kres przejściowej swobodzie artystycznej.

## Węgierskie kino modernistyczne (1960–1980)

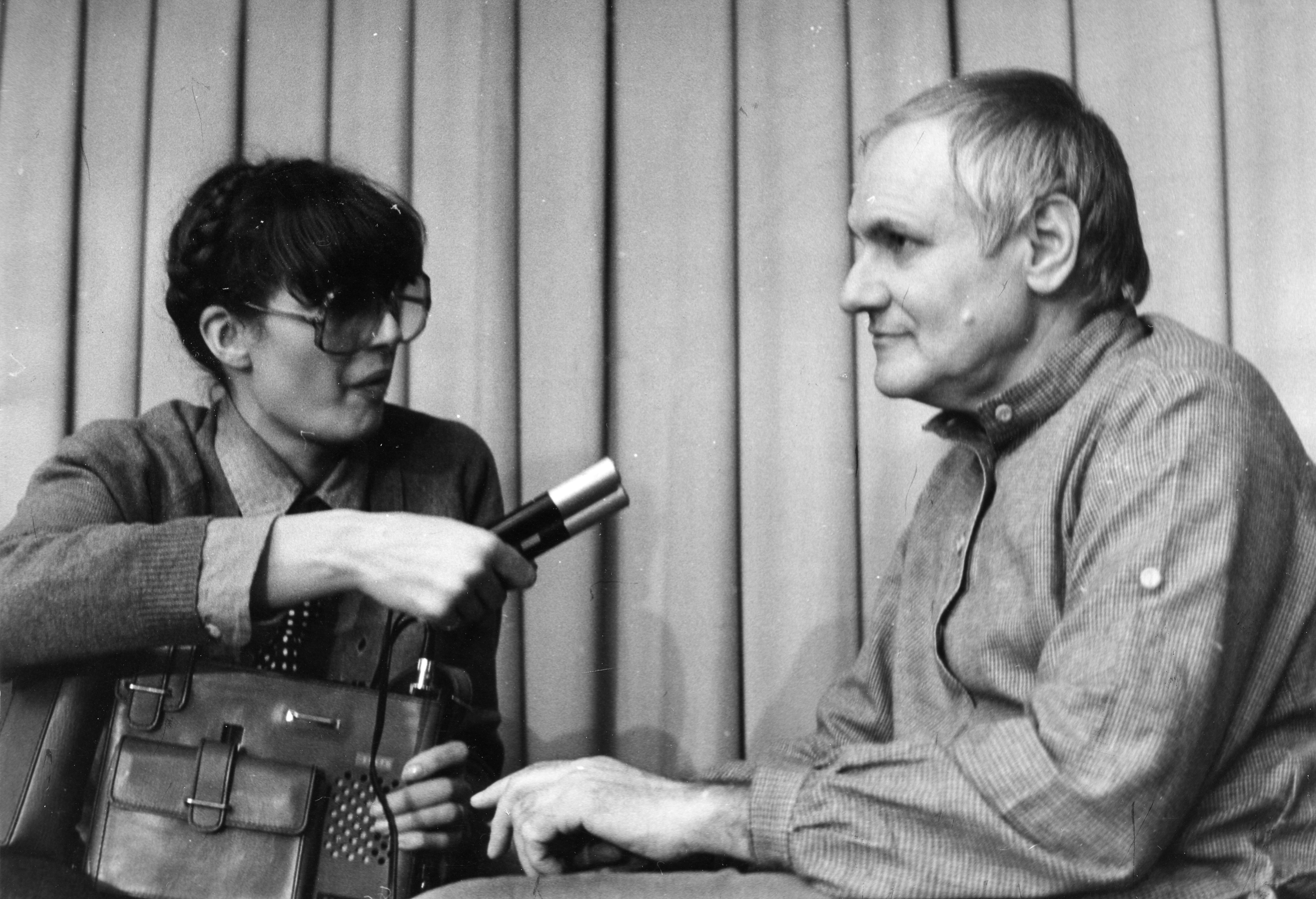
Miklós Jancsó (po prawej)

Po 1960 roku, wraz z rozwojem kultury filmowej na Węgrzech, wyłoniło się pokolenie debiutantów eksperymentujących ze stylem modernistycznym. Manifestami zapowiadającymi węgierski modernizm były debiutanckie filmy Miklósa Jancsó (Światło na twarzy, 1963) oraz Istvána Gaála (Wir, 1964), których poetyka stylistycznie przypominała filmy Michelangela Antonioniego. Zwłaszcza Światło na twarzy snuło ezopowe aluzje do negatywnych skutków modernizacji wsi oraz do tragedii powstania węgierskiego. Jancsó największą sławę za granicą zyskał jednak przede wszystkim „tryptykiem cierpienia”, na który składały się filmy Desperaci (1965), Gwiazdy na czapkach (1967) oraz Cisza i krzyk (1968). Pod płaszczykiem kostiumu historycznego Jancsó zawarł uniwersalną alegorię terroru państwowego, z odwołaniami do dwudziestowiecznych totalitaryzmów.
Biegłość w poetyce bliskiej francuskiej Nowej Fali wykazywał z kolei István Szabó. W oryginalnym debiucie Wiek marzeń (1964) Szabó posługiwał się różnorodnymi stylami pracy kamery, mieszał właściwą akcję filmu z kolażami i materiałami archiwalnymi. Natomiast w filmie Ja, twój syn (1966) Szabó ukazywał historię młodzieńca fantazjującego o bohaterskich dokonaniach ojca; ów młodzieniec z czasem odkrywał, że ojciec był tylko zwykłym, ale uczciwym człowiekiem. Ja, twój syn podejmował zarówno problematykę powstania węgierskiego, jak i drugoplanową bohaterką czynił Żydówkę ledwo ocalałą z wojny.
Do innych debiutantów z lat 60. zaliczali się Ferenc Kósa (Dziesięć tysięcy dni, 1967), Sándor Sára (W górę rzucony kamień, 1968, o gwałtownej modernizacji wsi); a przede wszystkim – stosująca estetykę dokumentu Márta Mészáros (Nie płaczcie ślicznotki, 1970; Swobodny oddech, 1973; Adopcja, 1975).
Popularnością cieszyły się również komedie: I wróbel jest ptakiem (1968) György Hintscha oraz szwejkowski Kapral i inni (1964) Mártona Keletiego. Dopuszczalne granice satyry przekroczyła jednak otwarcie drwiąca z terroru komunistycznego komedia Świadek (1969) Pétera Bacsó, zatrzymana przez cenzurę na 12 lat.
W latach 70. do głosu doszło nowe pokolenie filmowców, które nie chciało mieć wiele wspólnego z dawnymi doświadczeniami powstania węgierskiego, było bardziej sceptyczne i ironiczne wobec rzeczywistości. O ile charakterystyczna dla starszej generacji stylizacja twórcza obowiązywała w filmach Miłość (1970) Károly Makka, halucynacyjnym Sindbadzie (1970) Zoltána Huszárika, Piątej pieczęci (1976) Fábriego bądź Ulicy Strażackiej 25 (1973) Szabó, o tyle pod koniec lat 70. XX wieku zaczął przeważać nurt rozliczeniowy skierowany przeciwko komunizmowi jako takiemu (Gospodarz stadniny, 1978, Andrása Kovácsa; Vera Angi, 1979, Pála Gábora).
Stopniowo coraz większą popularność zdobywała tematyka retro, widoczna zwłaszcza w filmach Pála Sándora, a także postmodernistycznej Pocztówce z Ameryki (1975) Gábora Bódy, Małym Valentino (1979) Andrása Jelesa oraz – przede wszystkim – Mefisto (1981) Szabó. Owo dzieło, poświęcone problematycznym związkom między sztuką a totalitaryzmem, zostało nagrodzone Oscarem dla najlepszego filmu nieanglojęzycznego i ukoronowało karierę reżysera.

## Lata 1980–2000

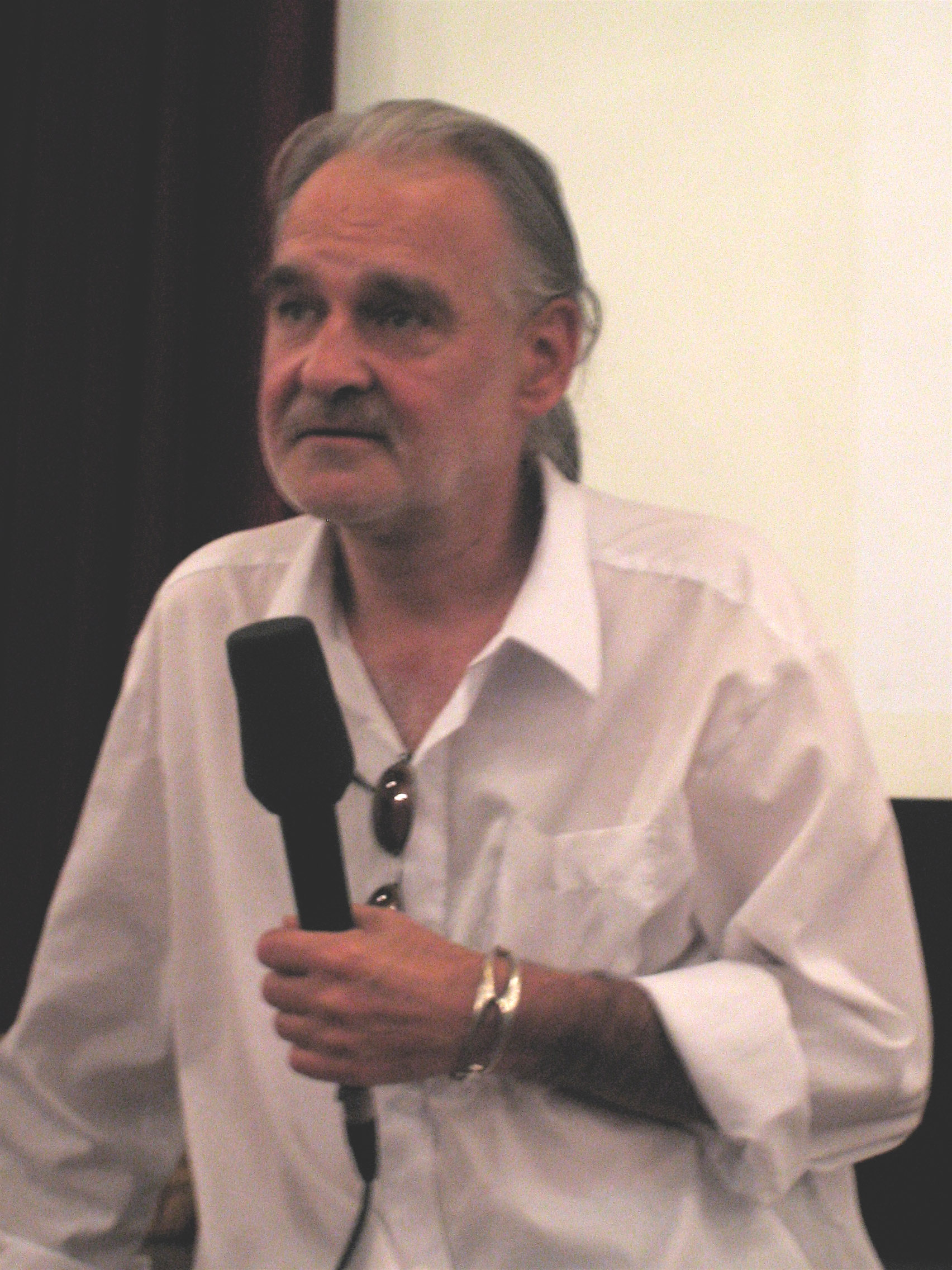
Béla Tarr

Po 1980 roku, w wyniku kryzysu gospodarczego na Węgrzech, osłabła pozycja rodzimej kinematografii. Wprawdzie początkowo nadal realizowano wystawne freski historyczne, np. oniryczne Csontváry (1980) Zoltána Huszárika, Narcyza i Psyche (1980) Gábora Bódy – oba traktujące o upadku Austro-Węgier. Powracano również do tematyki Szoah, np. w Buncie Hioba (1983) Imre Gyöngyössyego i Barny Kabaya, pozbawionej okrucieństwa opowieści o parze Żydów przygarniającej chłopca-goja; olbrzymią popularnością w kinach węgierskich cieszyła się rock-opera Gábora Koltay’ego Król Stefan (1984), której eskapizmowi wtórowała intymna opowieść o bliźniaczkach okresu międzywojnia, Mój wiek XX Ildikó Enyedi. Lata 80. XX wieku filmowcy poświęcali na odkłamywaniu historii, przypominając terror wczesnych rządów Jánosa Kádára; za przykłady rewizjonizmu historycznego uchodziły Eldorado (1988) Gézy Bereményiego, Przedwczoraj (1981) i To cholerne życie (1983) Pétera Bacsó, Inne spojrzenie (1983) Károly Makka, ale przede wszystkim – nagrodzony Grand Prix na 37. MFF w Cannes, autobiograficzny Dziennik dla moich dzieci (1984) Mészáros.
Po transformacji ustrojowej i liberalizacji rodzimej gospodarki pogłębił się kryzys węgierskiej kinematografii; masowo zamykano kina, a subsydia dla twórców kina autorskiego były skąpe. Destrukcyjne skutki kapitalizmu ukazywał Szabó w filmie Kochana Emmo, droga Böbe (1992) o nauczycielkach języka rosyjskiego, z dnia na dzień pozbawionych pracy. Bolse vita (1996) Ibolyi Fekete oraz Plac Moskiewski (2001) Ferenca Töröka też nawiązywały do skutków transformacji, choć w mniej ponurej tonacji.
Paradoksalnie w latach 90. XX wieku wyłoniła się inna celebrowana za granicą osobowość węgierskiego kina, Béla Tarr. Filmy Tarra, takie jak entuzjastycznie przyjmowane Szatańskie tango (1994) i Harmonie Werckmeistera (2000), wyróżnia minimalizm użytych środków i precyzja kompozycji świata przedstawionego z użyciem długich ujęć.

## Kino XXI wieku
Na początku XXI wieku wyłoniły się liczne nowe osobowości reżyserskie: György Pálfi (Czkawka, 2002), Nimród Antal (Kontrolerzy, 2004) oraz Kornél Mundruczó (Delta, 2008). Jednakże ewenementem węgierskiej kinematografii i debiutem dekady okazał się nagrodzony Grand Prix na 68. MFF w Cannes oraz Oscarem dla najlepszego filmu obcojęzycznego Syn Szawła (2015) w reżyserii László Nemesa. Była to opowieść o traumatycznych przeżyciach członka Sonderkommando działającego w obozie zagłady Auschwitz-Birkenau.
Wielkimi sukcesami kina węgierskiego ostatnich lat okazały się także filmy: To tylko wiatr (2012) Benedeka Fliegaufa, Duży zeszyt (2013) Jánosa Szásza, Biały Bóg (2014) Kornéla Mundruczó, a zwłaszcza Dusza i ciało (2017) Ildikó Enyedi, wyróżniona Złotym Niedźwiedziem na 67. MFF w Berlinie .